# Duwayne Kerr
Duwayne Oriel Kerr, né le 16 janvier 1987, est un footballeur international jamaïcain.

## Carrière
Kerr commence sa carrière professionnelle dans le club du Reno FC avant d'intégrer l'effectif du Portmore United avec qui il reste quatre années. Il remporte le championnat de Jamaïque 2007-2008 avec Portmore et dispute son premier match internationale en 2007.
En 2011, il quitte son pays pour la Norvège et joue pour le Strømmen IF, évoluant en seconde division. La même année, il est sélectionné pour être le troisième gardien de la sélection jamaïcaine pour la Gold Cup 2011.